# Wacław Holly

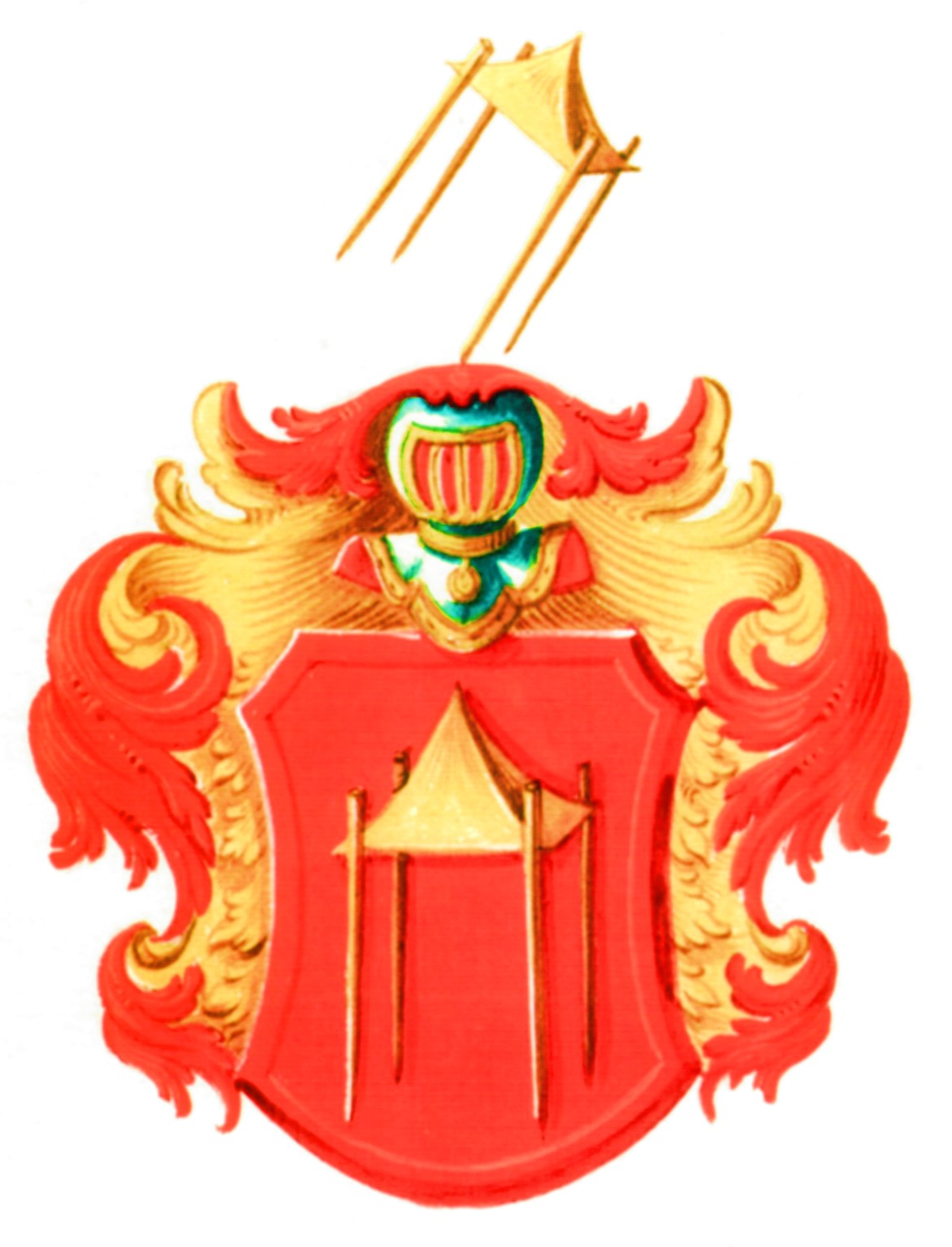
Nowszy herb rodu Holly.

Wacław Holly (zm. 18 czerwca 1725) – brat Karola Holly, szlachcic z rodu Holly, pan na Bełku, patron kościoła w Bełku według wizytacji kanonicznej z 1717 roku. Posiadał także Łubie. Pełnił urząd sędziego ziemskiego, wyższego asesora księstw raciborskiego i opolskiego, starszy ziemski. Wzmiankowany w latach 1679 i 1687 jako właściciel Czerwionki, skąd był zobowiązany uiszczać roczny czynsz kościołowi wielkodębieńskiemu z 20 talarów cesarskich, jednak go nie uiszczał. W 1696 roku sprzedał swój folwark we wsi Osiny pod Żorami wraz z częścią tej wsi razem z Karolem Aleksandrem Holly, Janowi Holly’emi. Ten sprzedał go miastu Żory niedługo potem za 3390 talarów.